# لس ایبانوس (تگزاس)
لس ایبانوس (به انگلیسی: Los Ebanos) یک منطقهٔ مسکونی در ایالات متحده آمریکا است که در شهرستان ایدالگو، تگزاس واقع شده‌است. لس ایبانوس ۱٫۵ کیلومتر مربع مساحت و ۳۳۵ نفر جمعیت دارد و ۴۳ متر بالاتر از سطح دریا واقع شده‌است.